# Театр Орфей (Нью-Бедфорд, штат Массачусетс)
Театр Орфей — це старий будинок театру і кіно, розташований на вулиці Вотер Стріт в Нью-Бедфорді, штат Массачусетс, США, спочатку названий Величним оперним театром.
Будівлю було відкрито 15 квітня 1912 року (в той же день затонув Титанік). Під власністю Французького снайперського клубу в Нью-Бедфорді, будівля функціонувала протягом майже п'ятдесяти років, вона містила броньований тир та бенкетну залу і допомогла в підготовці військ для Першої світової війни та Другої світової війни. Клуб здав театр в оренду Орфей Серкет міста Бостон (англ. The Orpheum Circuit of Boston). Це були не тільки водевілі, але й, коли був період занепаду, то Орфей переключився на кіно. Театр Орфей, як вважають, є другим найстарішим (він був побудований через рік після Театру Орфей в Лос-Анджелесі).
Коли театр відкрився, він вміщував 1500 осіб. Театр закрився в 1958-59 роках, і відкривався тільки для спеціальних подій. Снайперський клуб продав його в 1962 році, і його використовували як сховище тютюновою компанією. В задні частині театру в даний час знаходиться супермаркет, але решта простору залишається порожнім. Будівля в даний час знаходиться в приватній власності.
Некомерційна компанія Orph Inc має намір повернути театр і дати нове життя економіці Нью-Бедфорда. Вони заявляють, що націлені «створити і управляти полікультурною мистецькою установою, з метою сприяння розвитку мистецтва, культури, різноманіття і освіти, проводити, організовувати і заохочувати заходи для участі громадськості, щоб керувати театром на благо його цільового призначення, і робити будь-які дії, дозволені корпорацією, організованою відповідно до глави 180 Загальних законів штату Массачусетс, 2004».